# گری یرشان
گری یرشان (انگلیسی: Gary Yershon؛ زادهٔ ۲ نوامبر ۱۹۵۴) بازیگر، موسیقی‌دان و آهنگساز اهل بریتانیا است.
از فیلم‌ها یا مجموعه‌های تلویزیونی که وی در آن‌ها نقش داشته‌است، می‌توان به بی‌غم، سالی دیگر، آقای ترنر، پیترلو و خپل اشاره نمود.